# Bova Marina
Bova Marina és un comune (municipi) de la Ciutat metropolitana de Reggio de Calàbria, a la regió italiana de Calàbria, situat a uns 120 km al sud-oest de Catanzaro i a uns 30 km al sud-est de Reggio de Calàbria. A 1 de gener de 2019 la seva població era de 4.200 habitants.
Bova Marina limita amb els municipis de Bova, Condofuri i Palizzi.